# 키스 (밴드)
키스(Kiss)는 1973년 뉴욕 시에서 결성된 하드 록 밴드이다. 키스는 특이한 분장과 의상, 불꽃과 조명을 이용한 현란한 무대로 알려져 있으며, 그 어느 미국 밴드보다 많은 골드 앨범 수상 경력을 가지고 있다. 또한 VH1에서 선정한 100 Greatest Artists of Hard Rock에서 10위에 오르기도 하였다. KISS는 흔히 팬들에게 Knights In Satan's Service의 약자라고 알려져 있지만, 이는 사실이 아니라고 밝혔다.

## 구성원

### 오리지널 구성원
- 폴 스탠리 (Paul Stanley) - 리듬 기타, 보컬
- 진 시몬스 (Gene Simmons) - 베이스 기타, 보컬
- 에이스 프렐리 (Ace Frehley) - 리드 기타, 보컬
- 피터 크리스 (Peter Criss) - 드럼, 보컬

### 현재 구성원
- 폴 스탠리 (Paul Stanley) - 리듬 기타, 보컬
- 진 시몬스 (Gene Simmons) - 베이스 기타, 보컬
- 토미 세이어 (Tommy Thayer) - 리드 기타
- 에릭 싱어 (Eric Singer) - 드럼

## 디스코그라피

### 정규 앨범
- 1974년 - Kiss
- 1974년 - Hotter Than Hell
- 1975년 - Dressed to Kill
- 1975년 - Alive!
- 1976년 - Destroyer
- 1976년 - Rock and Roll Over
- 1977년 - Love Gun
- 1977년 - Alive II
- 1979년 - Dynasty
- 1980년 - Unmasked
- 1981년 - Music From "The Elder"
- 1982년 - Creatures of the Night
- 1983년 - Lick It Up
- 1984년 - Animalize
- 1985년 - Asylum
- 1987년 - Crazy Nights
- 1989년 - Hot in the Shade
- 1992년 - Revenge
- 1993년 - Alive III
- 1996년 - KISS Unplugged
- 1997년 - Carnival of Souls: The Final Sessions
- 1998년 - Psycho Circus
- 2003년 - KISS Symphony: Alive IV

### 컴필레이션 앨범
- 1978년 - ‘Double Platinum’
- 1982년 - ‘Killers’
- 1988년 - ‘Smashes, Thrashes & Hits’
- 1996년 - ‘You Wanted the Best, You Got the Best!!’
- 1997년 - ‘Greatest KISS’
- 2001년 - ‘KISS: The Box Set’
- 2002년 - ‘The Very Best of KISS ’
- 2003년 - ‘The Best of KISS: The Millennium Collection’
- 2004년 - ‘The Best of KISS, Volume 2: The Millennium Collection’
- 2005년 - ‘Gold’
- 2005년 - ‘KISS Chronicles: 3 Classic Albums’